# Material Design
Material Design (tên mã là Quantum Paper) là một ngôn ngữ thiết kế được phát triển vào năm 2014 bởi Google. Mở rộng dựa trên mô típ "thẻ" có mặt trên Google Now, Material Design đem đến phong cách tự do hơn với các cách bố trí dạng lưới, các phản hồi hoạt họa chuyển động, kéo giãn, và các hiệu ứng chiều sâu như ánh sáng và đổ bóng.
Google giới thiệu Material Design vào ngày 25 tháng 6 năm 2014, tại hội nghị Google I/O 2014.

## Tổng quan
Nhà thiết kế Matías Duarte giải thích, "không giống một tờ giấy ngoài đời, các vật thể số của chúng tôi có thể mở rộng và biến đổi một cách thông minh. Các vật thể có bề mặt và các cạnh về mặt vật lý, còn các đường biên và bóng đổ mang ý nghĩa về những gì bạn có thể chạm vào." Google nói rằng ngôn ngữ thiết kế mới của họ được dựa trên giấy và mực.
Material Design có thể được sử dụng từ API cấp độ 21 (Android 5.0) trở lên hoặc qua thư viện v7 appcompat, gần như được sử dụng trên tất cả thiết bị Android sản xuất sau năm 2009. Material Design sẽ dần được mở rộng khắp các trang web và sản phẩm di động của Google, nhằm đồng bộ trải nghiệm trên khắp các nền tảng và ứng dụng. Google cũng đã phát hành các bộ giao diện lập trình ứng dụng (API) cho các nhà phát triển bên thứ ba để đưa ngôn ngữ thiết kế này vào các ứng dụng của họ.

## Áp dụng
Tính đến  năm 2015 hầu hết các ứng dụng di động của Google cho Android đã áp dụng ngôn ngữ thiết kế mới, bao gồm Gmail, YouTube, Google Drive, Google Docs, Sheets và Slides, Google Maps, Inbox, Google+, tất cả các ứng dụng mang nhãn hiệu Google Play, và với một phần trình duyệt Chrome và Google Keep. Giao diện web trên máy tính của Google Drive, Docs, Sheets, Slides và Inbox cũng đã áp dụng ngôn ngữ này. Gần đây nhất, nó đã bắt đầu xuất hiện trong Chrome OS, như trong cài đặt hệ thống, trình quản lý tập tin và ứng dụng máy tính.
Sự chuẩn hóa Material Design cho các giao diện người dùng ứng dụng web được gọi là Polymer. Nó bao gồm thư viện Polymer, một shim cung cấp một API các Thành phần Web cho các trình duyệt không được ứng dụng sẵn chuẩn này, và một catalog các thành phần, bao gồm "bộ sưu tập các thành phần giấy" gồm các thành phần trực quan của Material Design.